# Jorge Moreau
Edgardo Jorge Moreau (* 1. Februar 1908 in Buenos Aires; † 8. Dezember 1959) war ein argentinischer Schwimmer und Wasserballspieler.

## Karriere
Moreau begann seine sportliche Laufbahn bereits in jungen Jahren. 1923 stellte er einen neuen argentinischen Rekord über 800 m Freistil auf. Bei den Olympischen Spielen 1924 in Paris nahm er erstmals an einem internationalen Großereignis teil und schied mit der argentinischen Staffel über 4 × 200 m Freistil im Vorlauf aus. 1926 brach er den südamerikanischen Rekord über 1500 m Freistil. Zwei Jahre später folgte bei den Spielen in Amsterdam seine zweite Olympiateilnahme. Hier erreichte er im Wasserball mit der Nationalmannschaft seines Heimatlandes Argentinien den neunten Rang. Auf nationaler Ebene errang er darüber hinaus mehrere Titel im Schwimmsport.